# Hrabstwo Tillamook
Hrabstwo Tillamook (ang. Tillamook County) – hrabstwo w stanie Oregon w Stanach Zjednoczonych. Obszar całkowity hrabstwa obejmuje powierzchnię 1332,78 mil² (3451,88 km²). Według szacunków United States Census Bureau w roku 2009 miało 24 889 mieszkańców.
Hrabstwo powstało w 1853 roku. 

## Miasta[4]
- Bay City
- Garibaldi
- Manzanita
- Nehalem
- Rockaway Beach
- Tillamook
- Wheeler

## CDP[4]
- Bayside Gardens
- Beaver
- Cape Meares
- Cloverdale
- Hebo
- Idaville
- Neahkahnie Beach
- Neskowin
- Netarts
- Oceanside
- Pacific City